# Ózdi FC
Ózdi Football Club (Ózdi FC, ÓFC) – węgierski klub piłkarski z siedzibą w mieście Ózd.

## Historia

### Chronologia nazw
- 1995: Ózdi Football Club

## Osiągnięcia
- W lidze: